# Eucalyptus quadrangulata
Eucalyptus quadrangulata là một loài thực vật có hoa trong Họ Đào kim nương. Loài này được H.Deane & Maiden mô tả khoa học đầu tiên năm 1899.